# Kalwy
Kalwy (prononciation : [ˈkalvɨ], en allemand : Talfelde) est un village polonais de la gmina de Buk dans le powiat de Poznań de la voïvodie de Grande-Pologne dans le centre-ouest de la Pologne.
Il se situe à environ 9 kilomètres au nord-est de Buk (siège de la gmina) et à 22 kilomètres à l'ouest de Poznań (siège du powiat et capitale régionale).

## Histoire
De 1975 à 1998, le village faisait partie du territoire de la voïvodie de Poznań.

Depuis 1999, Kalwy est situé dans la voïvodie de Grande-Pologne.
Le village possède une population de 157 habitants en 2013.